# Суг-Бажы
Суг-Бажы, Суг-Бажи (тув. Суг-Бажы)— село в Каа-Хемском кожууне Республики Тыва. Административный центр и единственный населённый пункт Суг-Бажынского сумона.
Население 872 человека (2015).

## История
Решение о создании суверенного государства Тыва в Центре Азии было принято в местечке Суг-Бажи 14 августа 1921 года.
В переводе с тувинского Суг-Бажы — «обряд освящения начала реки». Ранее называлась Советская Тува.

## География
Селение находится на малом притоке р. Малый Енисей.

## Население
| 2002 | 2010 | 2011 | 2012 | 2013 | 2014 | 2015 |
| ---- | ---- | ---- | ---- | ---- | ---- | ---- |
| 738  | ↗786 | →786 | ↘760 | ↘743 | ↗777 | ↘768 |
| 2016 | 2017 | 2018 | 2019 | 2020 | 2021 |      |
| ↘750 | ↗751 | ↘748 | ↘741 | ↗755 | ↗778 |      |

## Известные жители и уроженцы
В Суг-Бажы родился Кан-оол Даваа — председатель Верховного Хурала (парламента) Республики Тыва с 21 октября 2010 года.

## Инфраструктура
Подстанция Суг-Бажи
МОУ СОШ с. Суг-Бажы.

## Транспорт
автобусный рейс Кызыл-Сарыг-Сеп, со остановкой в Суг-Бажы